# Sphaceloma symphoricarpi
Sphaceloma symphoricarpi är en svampart som beskrevs av Barrus & Horsfall 1928. Sphaceloma symphoricarpi ingår i släktet Sphaceloma och familjen Elsinoaceae.   Inga underarter finns listade i Catalogue of Life.